# Емират
Емират је политичка територија којом влада династија исламских монарха са титулом емира, титулом коју користе монарси или високи званичници у муслиманском свету. Са историјске тачке гледишта, емират је политичко-верска јединица мања од калифата. Може се сматрати еквивалентним кнежевини у немуслиманском контексту. Израз емират је синоним за кнежевину.
Тренутно у свету постоје два емирата који су независне државе (Кувајт и Катар), једна држава којом влада непризнати емират (Авганистан) и држава која се састоји од федерације од седам емирата (Уједињени Арапски Емирати). Велики број раније независних емирата широм света сада је део већих држава, као што се може видети у Нигерији.

## Етимологија
Етимолошки емират или амират (арап. إمارة‎ imārah, мн. арап. إمارات imārāt) је достојанство, канцеларија или територија над којом је надлежан емир (принц, гувернер, командант итд.).

## Као монархија
Уједињени Арапски Емирати су савезна држава која садржи седам савезних емирата, којима владају наследни емири, док њих седам чини изборни колегијум за савезног предсједника и предсједника Владе. Већина емирата је нестала временом, било интегрисано инкорпорацијом у веће државе или су владари промјенили титуле, нпр. у малик (арапски назив за краља) или султан, тако да су емирати постали ријеткост.

## Као покрајина
У арапском језику израз емират може имати вишеструко значење, поред горе наведеног, као покрајина земље којом влада одређене владајућа класа, посебно као члан владајуће породице, као што су гувернери у Саудијској Арабији.

## Независни емирати
- Кувајт,[5][6][7][8] од 1757.
- Катар,[9][10][11] од 1878.
- Уједињени Арапски Емирати,[12][13][14] уједињени од 1971.
  -  Абу Даби[15][16][17]
  -  Аџман
  -  Дубаи[18][19][20]
  -  Фуџејра
  -  Рас ел Хајма
  -  Шарџа
  -  Ум ел Кајвејн
- Бахреин,[21][22][23] до 2002.

## Списак бивших и интегрисаних емирата
То су емирати који су или престали да постоје, нису признати и немају стварну моћ, или су интегрисани у другу земљу и сачувани као „традиционалне државе“. Они су распоређени по локацијама и редоследу датума првог вође у стилу „емир“.

### Африка

#### Северна Африка
- Емират Некор, регион Риф модерног Марока 710–1019
- Емират Ифрикиjа, Агхлабид Ифрикиjа у оквиру модерног Туниса, Алжира, Сицилије, Марока и Либије 800–909
- Емират Тунис, Хафсид Ифрикиjа у оквиру модерног Туниса, Алжира и Либије 1229–1574
- Емират Заб, савремени Алжир око 1400. (краткотрајно)
- Емират Трарза, модерна југозападна Мауританија 1640–1910
- Емират Киренаjка, модерна источна Либија 1949–1951 (постаo Краљевина Либија)

- Ифрикиjа под Хафсидима
- Трарза (горе лево)
- Киренаjка у Либији

#### Подсахарска Африка

##### Етиопија
- Емират Харар, источна Етиопија 1647–1887

##### Гана
- Емират Забарма, североисточна Гана 1860-1897

##### Нигер
- Емират Сej, југозападни Нигер 19. век – (интегрисан)

##### Нигерија
- Емират Фика, североисточна Нигерија 15. век – (интегрисан)
- Емират Гванду, северозападна Нигерија од 15. века до 2005. (интегрисан, а затим свргнут)
- Емират Кеби, северозападна Нигерија 1516– (интегрисано)
- Емират Боргу, западно-централна Нигерија, формиран од Емирата Буса 1730–1954 и Емирата Кајама 1912–54, уједињен 1954– (интегрисан)
- Емират Гумел, северна централна Нигерија 1749– (интегрисан)
- Емират Јаури, северозападна Нигерија 1799– (интегрисан)
- Емират Гомбе, североисточна Нигерија 1804– (интегрисан)
- Емират Кано, северна централна Нигерија 1805– (интегрисана)
- Емират Баучи, североисточна Нигерија 1805– (интегрисан)
- Емират Даура, северна централна Нигерија од 1805– (интегрисан)
- Емират Катагум, северна централна Нигерија 1807– (интегрисан)
- Емират Зарија, северна централна Нигерија 1808– (интегрисан)
- Емират Потискум, североисточна Нигерија 1809– (интегрисан)
- Емират Адамава, источна Нигерија и некадашњи западни Камерун 1809– (интегрисано тамо где је сачувано)
- Емират Илорин, југозападна Нигерија 1817– (интегрисан)
- Емират Мури, источна централна Нигерија 1817– (интегрисана)
- Емират Казауре, северна централна Нигерија 1819– (интегрисан)
- Емират Лапај, централна Нигерија 1825– (интегрисан)
- Емират Сулеја, централна Нигерија 1828– (интегрисан)
- Емират Агаје, западна централна Нигерија 1832– (интегрисан)
- Емират Бида, западна централна Нигерија 1856– (интегрисан)
- Емират Контагора, северна централна Нигерија 1858– (интегрисан)
- Емират Борно, североисточна Нигерија 1900– (интегрисан)
- Емират Диква, североисточна Нигерија 1901– (интегрисан)
- Емират Биу, североисточна Нигерија 1920– (интегрисан)

### Азија

#### Арабија
- Емират Мека, Западна Арабија 967–1916
- Ујунидски емират, савремено Арабијско полуострво 1076–1253
- Емират Џабридс, источна и централна Арабија 1417–1524
- Емират Ал-Ујијинах Централна Арабија 1446–1760
- Емират Бани Калид, Источна Арабија 1669–1796
- Емират Беихан, савремени јужни Јемен 1680–1967
- Емират Дирија, углавном у модерној Саудијској Арабији и УАЕ 1727–1818
- Емират Нaџд, центар и источна Арабија 1818–91
- Емират Дала, модерни јужни Јемен од почетка 19. века до 1967
- Емират Џабал Шамар, северна централна Арабија 1836–1921
- Емират Неџд и Хаса, централна Арабија 1902–21
- Идрисидски емират Асир, Џизан у модерној југозападној Саудијској Арабији 1906–34.
- Емират Бахреин, 1971–2002 (пре него што је био под хакимом; после под маликом)
- Емирати Саудијске Арабије, тринаест провинција Саудијске Арабије

- Беихан и Дала у Јужној Арабији
- Диријах
- Неџд
- Џабал Шамар
- Асир на свом врхунцу
- Бахреин
- Дивизије Саудијске Арабије

#### Централна Азија
- Емират Бухара, савремени Узбекистан 1785–1
- Емират Котан, 1933. на северозападу Кине, спојио се у Прву источно-туркестанску републику

- Бухара
- Котан у модерној Кини